# Karl Engel (Pianist)
Karl Engel (* 1. Juni 1923 in Birsfelden, Kanton Basel-Landschaft; † 2. September 2006 in Chernex am Genfersee) war ein Schweizer Pianist.

## Leben
Nach dem Abschluss des Gymnasiums studierte er bis 1945 Klavier zunächst bei Paul Baumgartner am Konservatorium Basel, wo er später auch als Dozent tätig war, und dann an der École normale de musique de Paris bei Alfred Cortot.
Seit 1946 konzertierte er als Solist und Kammermusiker. Kammermusik-Partner waren unter anderem der französische Violoncellist Paul Tortelier, der spanische Violoncellist Pablo Casals, der ungarische Geiger Sándor Végh und der amerikanische Geiger Yehudi Menuhin. 1963 war er Solist bei der Uraufführung von dem Konzert für Klavier und Orchester Nr. 2 von Peter Mieg unter der Leitung von Victor Desarzens und dem Orchestre de Chambre de Lausanne.
Bis 1986 lehrte Engel an der Hochschule für Musik und Theater Hannover, ab 1956 als Professor. Seit 1980 leitete er im In- und Ausland Meisterklassen und -kurse.
Engel machte sich vor allem einen Namen als herausragender Liedbegleiter. In dieser Funktion arbeitete er vor allem mit Dietrich Fischer-Dieskau, aber auch mit anderen berühmten Liedinterpreten des 20. Jahrhunderts wie Hermann Prey, Peter Schreier und Brigitte Fassbaender.
In den 1970er-Jahren erschien eine von ihm eingespielte Gesamtaufnahme der Klavierwerke von Robert Schumann. Er hat auch sämtliche Klavierkonzerte und -sonaten von Mozart eingespielt.